# هال هانسن
هال هانسن (بالإنجليزية: Hal Hansen)‏ هو لاعب كرة قدم أمريكية أمريكي، ولد في 3 سبتمبر 1892 في أنيتا في الولايات المتحدة، وتوفي في 8 سبتمبر 1977 في دي موين في الولايات المتحدة.

## وصلات خارجية
- هال هانسن على موقع مرجع كرة القدم المحترفة.كوم (الإنجليزية)